# 下條アトム
下條 アトム（しもじょう アトム、1946年〈昭和21年〉11月26日 - 2025年〈令和7年〉1月29日）は、日本の俳優、声優、ナレーター。東京都出身。
同じく俳優の下絛正巳を父に、元女優の田上嘉子を母に持つ。本名同じ。名前に含まれる「ジョウ」の表記において、細い枝を意味する 下條 アトム を用いることが多いが、本名の正式な表記はさなだを意味する 下絛 アトム であり、こちらを用いられる場合がある。

## 経歴
アトムという名前は本名であり、父・正巳が第二次世界大戦後間もなく生まれた息子を、将来は日本でもアメリカのように名前・苗字の順に呼ぶようになり、ローマ字の順に名簿も作られるだろうと考え、ならばアルファベットのAで始まる名前なら最初に呼ばれるという理由で、さらに「今後の原子力は戦争ではなく発電など平和のために使われるはずである」という願いを込めて、原子を意味する英語atomから名付けた。
幼い頃から父・正巳の所属していた劇団民藝の芝居を見ており、楽屋で全く違う姿に変身していた父・正巳を見て驚き、日常ではない芝居の世界に憧れていた。高校時代、進路を決める際には「俳優になる」と告げていた。しかし、当時新劇をしていた父・正巳は当時は食糧難を経験しており、とにかく食べていけることが大事だったことから「いくら好きでも何の保証もなく、それで食べていけるわけではない」「才能云々ではなく、とにかく食えないんだからやめろ」と猛反対していたという。しかしアトムは「じゃあ、そんなに食えなくてしんどいんだったら、親父は何でやってるの？」と切り返したところ、父・正巳は「そりゃそうだな」と認めてくれたという。
玉川学園高等部卒業後、父・正巳の名前で劇団民藝の俳優教室に入学。当時はひどく悪い生徒で、できもしなかったものの口ばかりで、「人の芝居を見るより舞台がやりたい」と生意気なことばかり言っていたため、2年ぐらいでクビを勧告された。その時は学校演劇の『アンネの日記』をしていたが、「生意気なことばっかり言って、君はだめだよ」と言われていた。当時、父・正巳は劇団民藝に所属していたが、「お前の生き方だから」と言って怒りはしなかった。
民藝をクビになった後、バセドウ病を発症して、2年半闘病していた。その後、家族同様に俳優の道に進んだが、お金がなかったこともあり、生活費を稼ぐため日雇いなどの様々なアルバイトをしていた。貯めたお金で自分たちで芝居を作ったりもしていた。1969年のNHK連続テレビ小説『信子とおばあちゃん』でドラマデビュー。26歳ぐらいで俳優の仕事だけで生活ができるようになった。『藍より青く』が終えたあとからレギュラーの仕事が多くなり、30歳を過ぎるくらいまでは、結構良い調子だったという。
以降は映画・ドラマで活躍したほか、エディ・マーフィの吹き替えや『世界ウルルン滞在記』のナレーションなど声優としても活動した。
2023年9月に急性硬膜下血腫を患ってから闘病生活を送っていたが、2025年1月29日、東京都内の病院で死去した。78歳没。

## 人物・エピソード
手塚治虫の漫画『鉄腕アトム』は下條アトムの命名より後に描かれたものであり、同名となったのは偶然の一致である。『鉄腕アトム』の連載当時、アトムという名の少年が実在することが話題となり、当時少年だった下條は手塚治虫と対面している。
また、ウランという名の女性が小学生時代の同級生におり、当時のテレビ番組『私の秘密』に2人で出演したこともある。ともに現在の日本においても珍しい名前であり、これは非常にまれな出来事である。『今夜は最高!』にゲスト出演した時に『鉄腕アトム』のパロディでアトムを演じ、最後に「これ一度やってみたかった」とつぶやいている。 
俳優業の他に30代の頃から声優業も並行して行っており、声優としての代表作は『刑事スタスキー&ハッチ』のスタスキー役とフジテレビの『ゴールデン洋画劇場』を主としたエディ・マーフィの吹替作品である。下條が声優を始めた頃は声優業は役者側から軽視される業種だったものの、下條は難しいながらも面白い物だと解釈し収録後に自身の演技に不満を持ち、表現力を極めようと精進したことが声優としてのキャリアに繋がったのではないかと回想し、2018年のインタビューでは「毎回いつも新人のようなつもりでやってるんですよ。いわゆる第一線級ではないですし、2軍でベンチをあっためているような気持ちですよ」と語っていた。
ナレーターを務めた『世界ウルルン滞在記』は広く有名になり、モノマネをする人のほとんどは、「○○で、出逢ったぁ～」というモノマネを行う（最初の時は特徴ある口調ではなかったが、「リポーターやスタッフが大変な思いをしてやって来たその映像を視て、『頑張れ』という思いで感情移入するうちにこうなった」とのことで、結果的に12年間も務める事となった。）。本人は当初、『世界ウルルン滞在記』以外の場で「ウルルン口調」を披露することは断っていたが、2005年7月6日に放送された『トリビアの泉 〜素晴らしきムダ知識〜』でウルルン島を紹介する際、ナレーターを引き受けたことで解禁している。
2005年の『仮面ライダー響鬼』には、立花勢地郎役で出演。東京都葛飾区柴又にてきびだんごを名物とする甘味処を営み、“おやっさん”の愛称で慕われる役どころであったことから、出演のオファーを受けた際は戸惑いを感じていたという。

### エディ・マーフィ
当時『ビバリーヒルズ・コップ2』や『星の王子 ニューヨークへ行く』などの音響演出を行った演出家の河村常平によると「エディの地声に似ている声の俳優」ということで下條が起用されていたとしている。
その後、「エディ・マーフィでおなじみの下條アトム」と評されるほどに定着。エディのキャリア最初期にあたる1980年代から担当しており、「吹き替えで発する独特の訛りがクセになる」と評されるなど個性的な演技が好評となった。そのセリフ回しは大泉洋をはじめ、バナナマン、キャン×キャン、ドランクドラゴンといったタレントのモノマネレパートリーとしても人気を博しているほか、下條と共にマーフィの吹替声優として知られている山寺宏一も、吹替えを担当する上でマーフィの雰囲気を日本語で出すということが大事だと思っていた中で、「下條アトムさんのなまった感じがエディ・マーフィなんだ」「あれ（下條）がエディ・マーフィなんだよ、やまちゃん（山寺）は普通に喋っているから面白くない」といった意見を度々受けており、下條の吹替えた作品を見て研究、反省しようかと考えることもあるという。
『ナッティ・プロフェッサー クランプ教授の場合』公開時にはエディ本人との対面が実現しており、その様子は『おはよう!ナイスデイ』1996年8月27日放送回で放送された。
下條自身は、エディの吹き替えに関して次のようにコメントを寄せている。

## 出演（俳優）

### テレビドラマ
- 連続テレビ小説（NHK総合）
  - 信子とおばあちゃん（1969年）
  - 藍より青く（1972年 - 1973年）
  - マー姉ちゃん（1979年4月2日 - 9月29日） - 細谷巖
- 天皇の世紀 第13話「壊滅」（1971年、朝日放送 / 国際放映） - 武田魁介
- 大江戸捜査網（東京12チャンネル） 
  - 第48話「八百八町富狂い」（1971年、日活） - 安吉
  - 第75話「おふくろ慕情」（1972年、日活） - 信吉
  - 第322話「悪夢に泣く少女の叫び」（1978年、三船プロ） - 源次
- 知らない同志 （1972年、TBS）
- さすらいの狼 第15話「罠を放った矢場の女」(1972年、NET / 東映）
- レモンの天使 第22話「病院は俺の天国 」（1972年、フジテレビ / 東宝） - 自動車修理工員
- キイハンター 第249話「お年玉は必殺必中の弾丸!」（1973年、TBS / 東映） - ケンジ
- こんな男でよかったら（1973年、よみうりテレビ / 国際放映） - 知床の健
- 旅人異三郎 第12話「峠の茶屋に血煙がたった」（1973年、東京12チャンネル / 三船プロ）- 由次郎
- おしどり右京捕物車（1974年、朝日放送 / 松竹） - 観念
- 風の中のあいつ（1973年 - 1974年、TBS） - 綱五郎
- 太陽にほえろ!（日本テレビ / 東宝）
  - 第121話「審判なき罪」（1974年） - 吉田春夫
  - 第152話「勇気」（1975年） - 町田正二
- 銀河テレビ小説（NHK総合）
  - 「黄色い涙」（1974年、NHK名古屋） - 下川圭
  - 「夏の故郷」（1976年） - 藤原清太郎
  - 「ふるさとシリーズ2 上野駅周辺」（1978年） - 村上繁
- 夜明けの刑事 第9話「襲われた女家族」（1974年、TBS / 大映テレビ）　- 山田鉄平
- 座頭市物語 第15話「めんない鴉の祭り唄」（1975年、フジテレビ / 勝プロ） - ひょっとこの半助
- 非情のライセンス 第2シリーズ 第16話「兇悪の青い鳥」（1975年、NET・東映） - 小倉伸一
- どてらい男（戦争編）（1975年、関西テレビ / フジテレビ） - 山原2等兵
- 傷だらけの天使 第23話「母の胸に悲しみの眠りを」（1975年、日本テレビ / 東宝） - 中岡光一
- 伝七捕物帳 第67話「幼なじみに恋が散る」（1975年、日本テレビ） - 平吉
- 日本沈没 第18話「危機せまる小河内ダム」（1975年、TBS / 東宝）
- 破れ傘刀舟 悪人狩り 第35話「流れ者の挽歌」（1975年、NET / 三船プロ） - 伝次
- いろはの"い" 第15話「追いつめる」（1976年、日本テレビ / 東宝） - 宮沢護
- 遠山の金さん 第44話「心の旅路をたどれ」（1976年、NET） - 伊之吉
- 人はそれをスキャンダルという（1978年 - 1979年、TBS / 大映テレビ） - 川崎正勝
- 土曜ワイド劇場（テレビ朝日）
  - 「松本清張の種族同盟」（1979年5月26日） - 君川行雄
  - 西村京太郎トラベルミステリー 「L特急踊り子号殺人事件」（1991年） - 原田久夫
  - 「美濃紙漉きの里殺人事件」（1991年） - 糸井守
  - 「ママさん記者明衣子の事件」（1999年） - 高橋直樹
  - 「終着駅シリーズ10・砂漠の暗礁」（2001年） - 金沢高一
  - 「おかしな刑事4」（2007年） - 泉沢卓司
  - 「温泉 (秘) 大作戦7」（2009年2月21日） - 小泉辰則
  - 「東京駅お忘れ物預り所4」（2010年7月3日）
  - 「おとり捜査官・北見志穂14・獄中女に間違われた女刑事!」（2010年8月7日） - 大熊茂
  - 「検事・朝日奈耀子11・医師&検事〜2つの顔を持つ女!」（2011年11月12日） - 松村洋一
  - 「温泉若おかみの殺人推理23・滋賀おごと温泉〜盗まれた琵琶湖の謎!!」（2012年4月28日） - 平井次郎
  - 「終着駅シリーズ29・善意の傘」（2015年9月26日） - 高杉誠
- 日曜劇場（TBS）
  - 牛を売りに来た女（1979年11月11日、RKB） - 藤井友和
- 3年B組金八先生 第2シリーズ  「第21話 不正を憎む心を持て!」（1981年2月27日、TBS） - 玉村吾朗
- あっけらかん（1982年、日本テレビ） - 谷部正彦
- 大河ドラマ「徳川家康」（1983年、NHK総合） - 山田八蔵
- 女盗賊忍び舞い（1983年、フジテレビ / 東宝） - 小助
- 大奥 第35話「運の悪い女たち」・第36話「密会」（1983年、関西テレビ） - 吉三
- 時代劇スペシャル 人形佐七捕物帳 死を呼ぶ猫は金の爪（1984年、フジテレビ / 映像京都） - 豆六
- 日本の面影（1984年、NHK総合） - 西村重成
- 事件記者チャボ! 第24話「チャボもあきれたダメ父さん!」（1984年、日本テレビ / ユニオン映画） - 山根信太郎
- 木曜ゴールデンドラマ「恋文」（1984年、読売テレビ）
- 暴れ九庵 第3話「女の指・その愛」（1984年、関西テレビ / 東宝） - 朝吉
- 私鉄沿線97分署 第5話「ご近所だからデスマッチ」（1984年、テレビ朝日 / 国際放映） - 粕谷
- 昼の連続家庭内離婚（1986年、TBS）
- ジャングル 第5話「広域窃盗事件・その1」・第6話「広域窃盗事件・解決篇」（1987年、日本テレビ / 東宝）
- 火曜サスペンス劇場（日本テレビ）
  - 「木に登る犬」（1983年、三船プロダクション） - 井川健作
  - 「下弦の月 -鬼熊事件-」（1990年3月27日放送、近代映画協会）
  - 「松本清張スペシャル・影の地帯」（1993年4月27日、松竹） - 木南
  - 「弁護士・朝日岳之助10」（1997年7月8日、国際放映） - 辻川圭一郎
  - 「救急指定病院」（1998年12月29日、総合ビジョン） - 三枝隆
- 勝海舟（1990年、日本テレビ） - 彦助
- 七人の女弁護士 第1シリーズ 第7話「疑惑のトリカブト殺人! 密会写真トリックの罠」（1991年3月7日、テレビ朝日） - 関根英輔
- 松本清張作家活動40年記念・砂の器（1991年10月1日、テレビ朝日 / PDS） - 三木謙一
- 鬼平犯科帳 第3シリーズ 第4話「火付け船頭」（1991年12月18日、フジテレビ / 松竹） - 常吉
- 凪の光景（1992年、東海テレビ）
- はぐれ刑事純情派（1993年） - 藤岡一夫
- 世にも奇妙な物語 「にぎやかな食卓」（1994年） - 森田修平
- 地方記者・立花陽介（1995年、日本テレビ）
- 刑事追う! 第6話「籠城」（1996年5月13日、テレビ東京） - 家坂則夫
- 氷炎 死んでもいい（1997年、東海テレビ） - 武雄
- 家政婦は見た!（1997年） - 森村隆
- はみだし刑事情熱系第3シリーズ第10話（1998年12月9日、テレビ朝日） - 浜島誠一
- はるちゃん3（1999年、東海テレビ） - 朝倉
- 当番弁護士（1999年、日本テレビ） - 祖父江耕二
- 相棒（テレビ朝日）
  - season2 第4話「消える銃弾」（2003年11月5日） - 苫篠武
  - season14 第19話「神隠しの山の始末」（2016年3月9日） - 前園桔平
  - season20 第8話「操り人形」（2021年12月8日） - 藤島健司
- はぐれ刑事純情派（2003年） - 島村稔
- 仮面ライダー響鬼（2005年、テレビ朝日） - 立花勢地郎
- 怨み屋本舗（2006年、テレビ東京） - 青山智彦
- ちびまる子ちゃん（2006年、フジテレビ） - ヒデじい
- 月曜ゴールデン「自治会長・糸井緋芽子社宅の事件簿8」（2007年、TBS） - 猪瀬靖男
- 熱血ニセ家族（2007年、中部日本放送） - 斉藤望
- 遠山の金さん 第3話「悪徳金貸しになった奉行!? 遊女の純情と金さんの涙…」（2007年、テレビ朝日） - 大和屋清兵衛
- 水戸黄門 第38部 第14話「盗っ人最後の恩返し -浜松-」（2008年、TBS / C.A.L） - 儀十
- その男、副署長 season3 第2話「『牛の爪』と呼ばれた男のナップザックは、なぜ逃走時と逮捕後で重さが違っていたのか？」 - 河合健児
- 不毛地帯（2010年、フジテレビ） - ジョージ岡
- おみやさん 第7シリーズ 第4話（2010年5月13日、テレビ朝日） - 小柴圭造
- トリック新作スペシャル2（2010年5月15日、テレビ朝日） - 恩田洋一
- 怪盗ロワイヤル（2011年、TBS） - 北場の執事
- Answer〜警視庁検証捜査官 第8話（2012年6月6日、テレビ朝日） - 山城達也
- 償い（2012年11月17日 - 12月1日、NHK BSプレミアム） - クラ
- 確証〜警視庁捜査3課 第1・2話（2013年4月15・22日、TBS） - 狩場摂夫
- 科捜研の女〜年末スペシャル（2014年12月21日、テレビ朝日） - 川喜多修一
- 牙狼〈GARO〉-GOLDSTORM- 翔 第1話（2015年4月10日、テレビ東京） - ゲン
- 松本清張ミステリー時代劇 第11話「赤猫」（2015年9月8日、BSジャパン） - おえんの父
- 鼠、江戸を疾る2 第3話（2016年4月28日、NHK総合） - 竹蔵
- 刑事7人 第2シリーズ 第8話（2016年9月7日、テレビ朝日） - 田沼孝雄
- 遺留捜査（2017年、テレビ朝日） - 富田康二郎
- 山本周五郎時代劇 武士の魂（2017年、BSテレビ東京） - 藤七
- 特捜9（2018年4月25日、テレビ朝日） - 大屋源治
- 今夜はコの字で（2020年1月7日 - 、BSテレビ東京） - 月島
- 嫌われ監察官 音無一六 season1 第4話（2022年5月27日、テレビ東京） - 藤垣清一
- 遺留捜査 第7シリーズ 第2話（2022年7月21日、テレビ朝日） - 戸郷慎之介
- 富津接続殺人事件 （2022年10月6日 - 12月22日、千葉テレビ） - 赤城誠

### 映画
- 悪魔が呼んでいる（1970年、東宝） - 早川
- 喜劇 特出しヒモ天国（1975年、東映） - ター坊
- 昭和枯れすすき（1975年、松竹） - 吉浦
- 同胞 （1975年、松竹） - 柳田進
- あにいもうと（1976年、東宝） - 小畑
- 北の宿から（1976年、松竹） - マー坊
- 天保水滸伝 大原幽学（1976年、富士映画） - 仁吉
- 八つ墓村（1977年、松竹） - 新井巡査
- ワニと鸚鵡とおっとせい（1977年、松竹） - 万公房
- 八甲田山（1977年、東宝） - 平山一等卒
- 残照（1978年、東宝） - ケン
- 十八歳、海へ（1979年、にっかつ） - 榊原昴
- 真夜中の招待状（1981年、松竹） - 藤村邦直
- ひめゆりの塔（1982年、東宝） - 林軍曹
- 幻の湖（1982年、東宝） - 平山
- 武蔵野心中（1983年、にっかつ） - 河合肇
- 想い出のアン（1984年、共同映画） - 李大植
- 朽ちた手押し車（1984年、ハネシネマ） - 医者
- 火宅の人（1986年、東映） - 中島
- ドン松五郎の生活（1986年、東宝東和） - テレビ司会者
- 砂の上のロビンソン（1989年、ATG） - 深見課長
- オーロラの下で（1990年、東映） - 周旋人
- 動天（1991年、東映） - 佐助
- 超能力者 未知への旅人（1994年、東映） - 島田
- 集団左遷（1994年、東映） - 岡部栄一
- 北京原人 Who are you?（1997年、東映） - 医師
- クリスマス・イヴ（2001年、ギャガ） - 辰野泰造
- 漫☆画太郎SHOW ババアゾーン（他）（2004年、メディア・スーツ） - ナレーション
- 劇場版 仮面ライダー響鬼と7人の戦鬼（2005年、東映） - 立花勢地郎 / 藤兵衛
- ゴーヤーちゃんぷるー（2005年、アウル21） - 稲江
- そうかもしれない（2006年、シナジー） - 時岡定夫
- 凍える鏡（2008年、「凍える鏡」製作事務所） - 吉村（友情出演）
- つむじ風食堂の夜（2009年、ジョリー・ロジャー） - 桜田
- FURUSATO -宇宙からみた世界遺産-（2010年、TBSビジョン） - ナレーション
- 蝉の女 愛に溺れて（2012年、アルゴ・ピクチャーズ）
- 死んでもいいの 百年恋して（2012年、アルゴ・ピクチャーズ）
- 潜伏 SENPUKU（2013年、エネサイ） - 老人ホームの所長
- 龍三と七人の子分たち（2015年、ワーナー・ブラザース映画）
- わさび（2017年、自主映画） - 梅田庄吉
- 牙狼〈GARO〉-月虹ノ旅人-（2019年、東北新社） - 駅員
- 影踏み（2019年、東京テアトル） - 栗本三樹男
- メイド・イン・ヘヴン（2021年、プロダクション花城） - 峯岸
- 八犬伝（2024年、キノフィルムズ） - 世四郎

### 舞台
- ふくろうと子猫ちゃん
- ラブレター
- とんでもない女

### オリジナルビデオ
- min.jam 山手線デス・ゲーム（2005年） 21話 - 鉄腕アトム 役
- 新 麻雀放浪記 3（2005年） - 雀荘のマスター 役
- きらめけ! Vivacious Dash（2023年） - 下川つとむ 役（友情出演）

### インターネットドラマ
- Cradle［クレイドル］ -眠れぬ夜の子守唄-（2007年、日本ベーリンガーインゲルハイム、全10話）

### バラエティ
- 欽ちゃんのどこまでやるの!  テレビ朝日
- パソコンサンデー 　テレビ東京（制作：テレビ大阪）

### ラジオ番組
- 下條アトムのいい朝BAOBAB（文化放送）

### コマーシャル
- ピザパイ（雪印）
- ヘヤークロン（サンスター）

## 出演（声優）

### 吹き替え

#### 担当俳優
エディ・マーフィ
- 48時間（1985年、日本テレビ旧版） - レジー・ハモンド 役（下條が初めてマーフィの吹き替えを担当した作品）
  - 48時間PART2/帰って来たふたり（1994年、フジテレビ版）

- ゴールデン・チャイルド（1989年、フジテレビ版） - チャンドラー・ジャレル 役
- ビバリーヒルズ・コップシリーズ - アクセル・フォーリー 役
  - ビバリーヒルズ・コップ2（1990年、フジテレビ版）
  - ビバリーヒルズ・コップ3（2000年、フジテレビ版）

- 星の王子 ニューヨークへ行く（1991年、フジテレビ版） - アキーム王子、クラレンス、ランディ・ワトソン、ソウル 役
- 大逆転（1992年、フジテレビ＝DVD・Blu-ray版） - ビリー・バレンタイン 役
- ハーレム・ナイト（1993年、フジテレビ版） - クイック・ブラウン 役
- ホワイトハウス狂騒曲（1995年、フジテレビ版） - トーマス・ジェファーソン・ジョンソン 役
- ブーメラン（1996年、フジテレビ版） - マーカス 役
- ヴァンパイア・イン・ブルックリン（2000年、フジテレビ版） - マクシミリアン、ポーリー牧師、グイド 役
- ショウタイム（2003年、ソフト版） - トレイ・セラーズ巡査 役
- プルート・ナッシュ（2004年、ソフト版） - プルート・ナッシュ 役
- ドクター・ドリトル2（2005年、テレビ東京版） - ドクター・ジョン・ドリトル 役

#### 洋画
- ドラッグ・ウォーズ/麻薬戦争 （カロ・クインテロ〈ベニチオ・デル・トロ〉役）
- 西部戦線異状なし （ポール・バウマー〈リチャード・トーマス〉役）【NHK『劇映画』】
- 屋根の上のヴァイオリン弾き（パーチック〈ポール・マイケル・グレイザー〉役）

#### 海外ドラマ
- ER緊急救命室
  - シーズンⅣ #8（アイザック・プライス〈ハロルド・ペリノー・ジュニア〉）
- 女刑事ペパー（ピート役）※フジテレビ版
- 刑事スタスキー&ハッチ （スタスキー〈ポール・マイケル・グレイザー〉役）
- 探偵レミントン・スティール（ゲスト出演）

#### 海外アニメ
- パディントン・ベア（パディントン、ナレーション）
- スヌーピーとチャーリーブラウン ヨーロッパの旅（チャーリー・ブラウン）

### ナレーション
- エルビス スペシャル ELVIS '56 スーパースター誕生（1989年、NHK）
- 世界ウルルン滞在記（1995年4月9日 - 2008年9月14日・2019年3月24日[23]、毎日放送・TBSテレビ系）[24]
- 公共広告機構（現：ACジャパン）「指1本でできるボランティア」（CM、1998年）[25]
- 海外引揚者の証言 第一回 娘よ！～満州編～（2000年、制作：日本広報センター）[26]
- 今夜解明!ミイラが暴く世界三大ミステリーツアー（テレビ東京）
- 土曜スペシャル 冬の風物詩 日本の里 ふるさと再発見（2010年12月18日、テレビ東京[27]）
- 映画『龍三と七人の子分たち』Blu-ray/DVDのスペシャルエディション特典ディスク収録メイキング「北野流 ジジイ映画の作り方」（2015年）[28]
- 世界一周 魅惑の鉄道紀行（2016年3月14日 - 、BS-TBS） - コンシェルジュ（不定期）
- アートネイチャー MRP REAL（CM、2021年）
- 味の素 生オリーブオイルソース〈瀬戸内レモン〉（CM、2024年）[29]

### ラジオドラマ
- 愛の街から（1981年1月11日 - 1982年6月27日、エフエム東京）
- AMステレオ放送1周年記念ラジオドラマ 「真夜中に野バラが歌う」（1993年3月15日、ABCラジオ）[30]
- 浅田次郎ワールド・鉄道員「ラブ・レター」（1997年10月17日、文化放送）[31]

## 楽曲

### シングル
| 発売日    | レーベル                      | 規格 | 規格品番  | 面         | タイトル                 | 作詞               | 作曲             | 編曲       | 備考                                       |
| --------- | ----------------------------- | ---- | --------- | ---------- | ------------------------ | ------------------ | ---------------- | ---------- | ------------------------------------------ |
| 9月5日    | 東芝EMI Express               | EP   | ETP-10049 | A          | 黄昏はいつものあいさつ   | 下條アトム         | 設楽幸嗣         | 設楽幸嗣   |                                            |
| 9月5日    | 東芝EMI Express               | EP   | ETP-10049 | B          | たゆとう季節             | 下條アトム         | 小室等           | 設楽幸嗣   |                                            |
| 1975年9月 | 東芝EMI Express               | EP   | ETP-20157 | A          | 青春熱寒                 | 下條アトム         | さいとうあきひこ | 中村二大   |                                            |
| 1975年9月 | 東芝EMI Express               | EP   | ETP-20157 | B          | 心ふたつ                 | 下條アトム・赤城光 | 赤城光           | 島田敬穂   |                                            |
| 1979年    | ビクター ラジオシティレコード | EP   | RD-2005   | A          | 俺と親父                 | 喜多条忠           | 吉田拓郎         | 松任谷正隆 | 欽ちゃん劇場「とり舵いっぱ～い！」主題歌。 |
| 1979年    | ビクター ラジオシティレコード | EP   | RD-2005   | B          | さよならルージュ         | 喜多条忠           | 吉田拓郎         | 松任谷正隆 |                                            |
| 2007年    |                               | CD   |           | 1          | 今、いちばんのありがとう | 斉木良二           | 徳武弘文         |            | 小坂一也の1991年の楽曲のカバー。           |
| 2007年    | 2                             | CD   | DRAMA     | 下條アトム | 下條アトム               |                    |                  |            |                                            |

- こだぬきポンポ（みんなのうた）
- ふたりは80才（みんなのうた） - 天地総子とのデュエット

### アルバム
| 発売日        | レーベル         | 規格 | 規格品番  | アルバム |
| ------------- | ---------------- | ---- | --------- | --- |
| 1976年        | 東芝EMI／Express | LP   | ETP-72198 | First Album この坂の途中で |
| 1977年10月5日 | 東芝EMI／Express | LP   | ETP-72275 | アトムランド A面 1. 結婚讃歌 2. ブルー・フェニックス 3. 望郷の詩（作詞・作曲：谷村新司、編曲：ボブ佐久間） 4. ねえ君 5. 残暑 6. 心のままに B面 1. 追憶 2. ピノキオの手紙 3. マイ・フレンド 4. 風にゆれて 5. ほんの少しでも |